# Marie Jaëll
Marie Jaëll, z domu Trautmann (ur. 17 sierpnia 1846 w Steinseltz, zm. 4 lutego 1925 w Paryżu) – francuska pianistka i pedagożka.

## Życiorys
Gry na fortepianie uczyła się początkowo w Stuttgarcie, następnie była uczennicą Henri Herza w Konserwatorium Paryskim. Studia ukończyła z pierwszą nagrodą. Przyjaźniła się z Ferencem Lisztem, którego regularnie odwiedzała w Weimarze, a także z Césarem Franckiem i Camille’em Saint-Saënsem. W 1866 roku poślubiła Alfreda Jaëlla. Do jej uczniów należał Albert Schweitzer.
Należała do grona pierwszych teoretyków gry na fortepianie, którzy podjęli analizę fizjologiczną ruchu ręki. Przyczyniła się do rozwoju nowoczesnej metodyki gry fortepianowej. Opublikowała prace teoretyczne La musique et la psychophysiologie (1895), Le mécanisme du toucher (1896), Le toucher (1899), L’intelligence et le rythme dans les mouvements artistiques (1905), Le rythme du regard et la dissociation des doigts (1906), Le coloration des sensations tactiles (1910), La résonance du toucher et la topographie des pulpes (1912) i La main et la pensée musicale (1925).